# Gwałty Armii Czerwonej w Polsce
Temat gwałtów dokonywanych przez Armię Czerwoną w Polsce w latach 1944–1947 był długo nieobecny w powojennej historiografii aż do rozpadu Związku Radzieckiego, chociaż dokumenty z tamtej epoki pokazują, że był to poważny problem zarówno podczas i po zakończeniu sowieckich operacji wojskowych. Sytuacja ta była spowodowana zarówno dotychczasowym brakiem badań dotyczących przemocy seksualnej dokonywanej przez żołnierzy Armii Czerwonej, jak i utrzymującym się tradycyjnym społecznym tabu wśród ich ofiar, które nie pozwalało im „znaleźć w sobie głosu, który umożliwiłby im otwarcie mówić o doświadczeniach wojennych, zachowując przy tym swoją godność”.
Według badań Joanny Ostrowskiej i Marcina Zaremby z Polskiej Akademii Nauk, liczba gwałtów osiągnęła swoją wartość szczytową podczas operacji wiślańsko-odrzańskiej. Powojenne zachowanie żołnierzy Armii Czerwonej wobec Polek doprowadzało do takich incydentów jak m.in. potyczka żołnierzy polskich i radzieckich w Lesznie w 1947. Skalę przemocy seksualnej na Ziemiach Odzyskanych M. Zaremba kwalifikuje jako „stan klęski żywiołowej”.
Jednym z czynników przyczyniających się do eskalacji przemocy seksualnej wobec kobiet podczas okupacji Polski było poczucie bezkarności ze strony poszczególnych jednostek radzieckich, pozostawionych za frontem przez swoich dowódców wojskowych. W poszukiwaniu zapasów i zapasów żywności szabrujący żołnierze tworzyli uzbrojone bandy nie mające oporów przed otwieraniem ognia do cywili. Zwierzęta gospodarskie były rozkradane, zboże rekwirowane bez rekompensaty, a polskie domy plądrowane. W liście do wojewody, starosta powiatu łódzkiego informował, że grabieży towarów ze sklepów i gospodarstw często towarzyszą gwałty na chłopkach, tak jak w Zalesiu, Olechowie Starym, Hucie Szklanej. Uzbrojeni maruderzy rabowali samochody, powozy konne, a nawet pociągi. W kolejnym liście do polskich władz ten sam starosta napisał, że gwałty i grabieże powodują, że ludność obawia się i nienawidzi władzy radzieckiej. Z kolei ze Sławna napłynął raport stwierdzający, że miejscowy oddział czerwonoarmistów (który „po opanowaniu (...) gorzelni trwa w stanie permanentnego upojenia alkoholowego”) pozostaje poza jakąkolwiek zewnętrzną kontrolą i nie odczuwa respektu nawet przed dowództwem radzieckim.

## Operacja wiślańsko-odrzańska
W Krakowie zajęciu miasta przez Sowietów towarzyszyła fala gwałtów oraz powszechna kradzież dóbr osobistych. Według prof. Chwalby z Uniwersytetu Jagiellońskiego, przestępstwa osiągnęły taką skalę, że umieszczeni przy władzy przez Sowietów polscy komuniści planowani napisać list protestacyjny do samego Józefa Stalina, czego jednak nie zrobili w trosce o swoje życie. Na Dworcu Głównym w Krakowie rozstrzeliwano Polaków, którzy próbowali ratować ofiary odbywających się w tym miejscu gwałtów zbiorowych. Tymczasem w kościołach odprawiano msze w intencji opuszczenia miasta przez wojska radzieckie.
W pierwszych sześciu miesiącach 1945 r. w Dębskiej Kuźni odnotowano 268 gwałtów. W marcu 1945 r. 30 kobiet schwytanych w fabryce bielizny pod Raciborzem zamknięto w domu w Makowie i zmuszano do czynności seksualnych pod groźbą śmierci. Niemieckie i polskie kobiety były zatrzymywane na ulicach Katowic, Zabrza i Chorzowa i gwałcone na ulicy lub okolicznych polach przez bandy pijanych żołnierzy.
Według jednego z listów pochodzących z Ziem Odzyskanych, w Olsztynie w marcu 1945 prawie żadna kobieta w wieku od 9 do 80 lat nie uchroniła się przed (w tym zbiorowymi) gwałtami, których ofiarami często były wszystkie członkinie rodziny. W przechwyconym przez wojskową cenzurę liście z Gdańska z 17 kwietnia 1945 r. Polka szukająca pracy w pobliżu radzieckiego garnizonu napisała:

Chciano nas chętnie, bo my mówiliśmy po polsku. Gdy jednak już słyszałam, że wszystkie te kobiety po 15 razy gwałcono, przestraszyłam się bardzo i poszłam z powrotem. (…) Raz tej nocy zostałam zgwałcona, ta hańba odbyła się na oczach ojca. (…) Mnie zgwałcono 7 razy, to było straszne.

Inny list z tego samego miasta wspomina, że jedyną bezpieczną możliwością dla kobiet było ukrywanie się cały dzień w piwnicy. Niemieckie kobiety próbowały uniknąć zgwałcenia, za pomocą odpowiedniej charakteryzacji udając osoby chore, co jednak nie odnosiło zamierzonego rezultatu; z kolei Polki w podobnym celu zakładały na głowę chustki licząc, że zostaną uznane za mężatki i dzięki temu napastnicy je oszczędzą.

## Okres powojenny
Istniejąca luka w sowieckich dyrektywach dotyczących traktowania miejscowej ludności mogła przyczynić się do jeszcze większej liczby gwałtów popełnionych na polskich kobietach przez żołnierzy Armii Czerwonej. Niemki były chronione (przynajmniej częściowo) przez ścisłe instrukcje dotyczące ich traktowania podczas deportacji z Ziem Odzyskanych, nie było jednak takich instrukcji dotyczących Polaków.
Źródłem dzisiejszych informacji o gwałtach w powojennej Polsce są m.in. archiwa milicyjne, w których znajduje się m.in. relacja męża 52-letniej ofiary gwałtu zbiorowego z Pińczowa. Zeznał on, że dwóch sowieckich weteranów wojennych powracających z Berlina powiedziało mu, że walczyli o Polskę przez trzy lata i tym samym mieli prawo do wszystkich polskich kobiet. W Olkuszu odnotowano dwanaście gwałtów w ciągu dwóch dni. W powiecie ostrowskim zarejestrowano 33 gwałty. W jednym z raportów milicji województwa krakowskiego zanotowano, że 25 czerwca pod Krakowem żołnierze zamordowali męża i dziecko jednej z ofiar gwałtów, a w innej wykorzystano seksualnie 4-letnią dziewczynkę.
Ofiarami gwałtów były często kobiety wracające z robót przymusowych, przez co ich temat pojawił się na konferencji delegatów urzędów repatriacyjnych w maju 1945. W wielu miastach milicja apelowała do kobiet o unikanie wychodzenia na zewnątrz bez eskorty jej funkcjonariuszy, lecz i oni byli rozbrajani przez atakujących żołnierzy radzieckich.
Do miejsc podwyższonego ryzyka należały także dworce kolejowe, gdyż podczas postoju pociągów wojskowych czerwonoarmiści atakowali pasażerów składów, które akurat zatrzymały się na danej stacji.

## Powojenna epidemia
Według statystyk polskiego Ministerstwa Zdrowia, po wojnie w całym kraju doszło do epidemii chorób przenoszonych drogą płciową, dotykając około 10% ogólnej populacji, a na Mazurach do 50%.